# Communauté de communes de Vittel-Contrexéville
La communauté de communes de Vittel-Contrexéville est une ancienne communauté de communes française, située dans le département des Vosges en région Grand Est.

## Histoire
Elle est créée le 1er janvier 2010 sous la dénomination de « Communauté de communes des Sources de Vittel-Contrexéville » et ne compte alors que 2 communes. Elle est renommée plus tard en « Communauté de communes de Vittel-Contrexéville ».
Le 1er janvier 2013, les 8 communes isolées de Crainvilliers, Haréville, La Neuveville-sous-Montfort, Mandres-sur-Vair, Monthureux-le-Sec, Suriauville, They-sous-Montfort et Valleroy-le-Sec rejoignent la structure intercommunale. La commune de Norroy, précédemment dans la Communauté de communes de Bulgnéville entre Xaintois et Bassigny, adhère à la communauté de communes.
Elle fusionne avec la communauté de communes de Bulgnéville entre Xaintois et Bassigny pour former la communauté de communes Terre d'Eau au 1er janvier 2017.

## Composition
Elle était composée de 11 communes :
| Nom                         | Code Insee | Gentilé         | Superficie (km2) | Population (dernière pop. légale) | Densité (hab./km2) |
| --------------------------- | ---------- | --------------- | ---------------- | --------------------------------- | ------------------ |
| Vittel (siège)              | 88516      | Vittellois      | 24,13            | 5 177 (2014)                      | 215                |
| Crainvilliers               | 88119      | Crainvillois    | 10,45            | 175 (2014)                        | 17                 |
| Haréville                   | 88231      | Harévillois     | 6,56             | 489 (2014)                        | 75                 |
| La Neuveville-sous-Montfort | 88325      |                 | 10,21            | 174 (2014)                        | 17                 |
| Mandres-sur-Vair            | 88285      | Mandrions       | 11,93            | 453 (2014)                        | 38                 |
| Monthureux-le-Sec           | 88309      | Monthecursiens  | 11,36            | 165 (2014)                        | 15                 |
| Norroy                      | 88332      | Nogaretiens     | 7,22             | 230 (2014)                        | 32                 |
| Suriauville                 | 88461      | Suriauvillois   | 13,44            | 215 (2014)                        | 16                 |
| They-sous-Montfort          | 88466      | Thious          | 10,21            | 132 (2014)                        | 13                 |
| Valleroy-le-Sec             | 88490      |                 | 5,87             | 169 (2014)                        | 29                 |
| Contrexéville               | 88114      | Contrexévillois | 14,96            | 3 285 (2014)                      | 220                |

## Administration
| Période                                  | Période          | Identité              | Étiquette | Qualité                       |
| ---------------------------------------- | ---------------- | --------------------- | --------- | ----------------------------- |
| Les données manquantes sont à compléter. |                  |                       |           |                               |
| 2012                                     | 28 avril 2014    | Jean-Claude Millot    | DVD       | Maire de Vittel (2001-2014)   |
| 28 avril 2014                            | 31 décembre 2016 | Jean-Jacques Gaultier | UMP       | Maire de Vittel (depuis 2014) |

## Tourisme
L'intercommunalité de Vittel-Contrexéville a mis en place une "Route des Jardins" qui a pour but de donner à chaque commune de la communauté une identité via la faune et la flore mais aussi de dynamiser ces communes avec du tourisme.

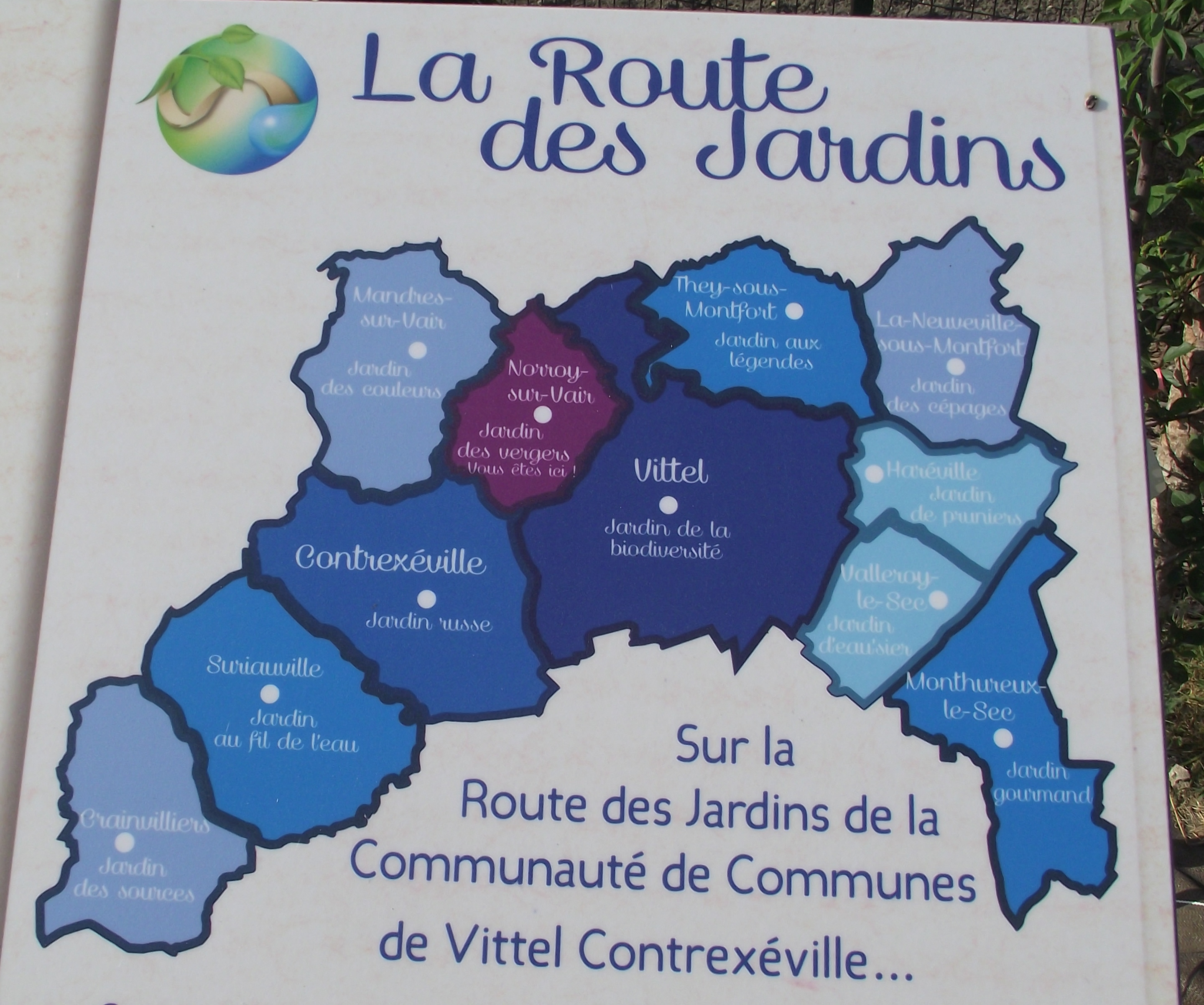
Différentes communes faisant partie de la communauté de communes de Vittel-Contrexéville et ayant chacune un thème sur des jardins différents.